# Oberheim
Ne doit pas être confondu avec Obenheim.
Oberheim Electronics était une société spécialisée dans la fabrication de synthétiseurs et d'effets fondée en 1970 par l'ingénieur américain Tom Oberheim.

## Histoire de la société

### De fournisseur à fabricant
Tom Oberheim est au départ ingénieur en informatique, mais sa passion pour la musique et la réalisation de divers modules électroniques pour ses amis musiciens le pousse à créer sa société en 1969 en Californie. La même année, il conçoit un modulateur en anneau pour Maestro, un sous-traitant de Norlin Music (un très gros distributeur). Ce produit se vendra très bien. 
Également revendeur de synthétiseurs ARP, Tom Oberheim crée en 1972 comme produit complémentaire un séquenceur numérique, le DS-2, puis en 1974 un générateur de sons très complet appelé SEM (Synthesizer Expansion Module) qui servira de base à la conception des premiers claviers polyphoniques (Two voice, Four voice…) en 1975 avec l'aide de la société E-mu. Oberheim devient alors indépendant de son distributeur Norlin.

### Succès, déclin et renaissance

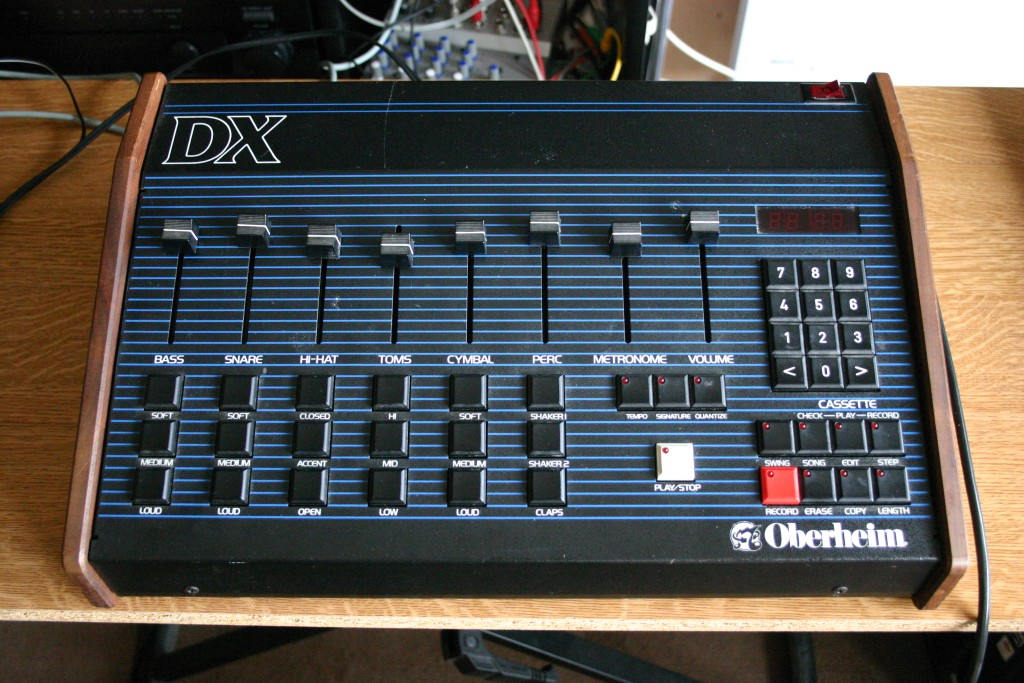
Une boîte à rythmes Oberheim DX non MIDI

La série OB (OB-1, OB-X, OB-Xa) conçue à partir de 1978 rend la marque célèbre auprès des musiciens qui apprécient les sons particulièrement dynamiques et puissants de ces claviers. La production continuera avec des synthétiseurs modernes pilotés par micro-processeur (OB-8, Matrix-12, Xpander, boîtes à rythmes DX et DMX) en partie fabriqués au Japon. Oberheim rencontre des difficultés financières en 1985 malgré d'excellentes ventes. La société est remaniée et son nom devient Oberheim ECC. Elle commercialise ensuite de nouveaux modèles (Matrix-6, Matrix-6R, Matrix-1000) et des accessoires (l'arpégiateur Cyclone, le Prommer qui sert à programmer des EPROM avec la possibilité d'y inscrire des formes d'onde PCM (échantillons) personnalisées, le strummer et le Drummer pour les guitaristes, etc). Finalement, la marque est rachetée par Gibson en 1991. Quelques effets (dont le fameux Echoplex) et l'OB-Mx, un synthétiseur en rack avec filtres interchangeables conçu par Don Buchla sortent en 1993. 
Tom Oberheim quant à lui s'est retiré en 1987 pour fonder Marion Systems, une société spécialisée dans la fabrication de modules complémentaires pour les échantillonneurs Akai et de synthétiseurs analogiques en rack (MSR-2, Prosynth) proches des Matrix-6 et 1000. Il a participé à la conception de l'Adrenalinn, un processeur d'effets créé par Roger Linn. 
En 2000, le distributeur et fabricant italien Viscount a réutilisé le nom Oberheim pour la commercialisation de l'OB-12, un synthétiseur entièrement numérique basé sur la modélisation analogique, des effets pour guitares, des claviers de commande MIDI et un émulateur d'orgue Hammond, l'OB-3².
Tom Oberheim revient aux affaires vers 2010 avec la production de versions améliorées des premiers synthétiseurs Oberheim SEM qu'il a conçus dans les années 1970. N'ayant plus les droits sur la marque Oberheim, il les commercialise sous le nom « tomoberheim.com », en référence à l'adresse de son site internet.
Il s'associe ensuite avec Dave Smith pour concevoir un nouveau synthétiseur polyphonique analogique, l'OB-6, qui s'inscrit dans la lignée des SEM et des OB des années 1970-80. L'OB-6 sort en 2016 sous la marque de l'entreprise de Dave Smith, Sequential, qui a permis son élaboration.
En 2022, la marque Oberheim et son célèbre logo font leur grand retour, Tom Oberheim ayant en effet récupéré tous les droits. Ce retour est concrétisé par la commercialisation d'un synthétiseur analogique polyphonique moderne remettant l'ancien au goût du jour, l'OB-X8. Basé sur l'OB-X dont il reprend les schémas électroniques et le panneau de contrôle (même apparence, à quelques détails près), l'OB-X8 contient aussi les filtres des OB-Xa et OB-8 et peut couvrir la palette sonore de ces trois synthétiseurs.

## Liste des produits Oberheim
- DS-2, séquenceur numérique (1972)

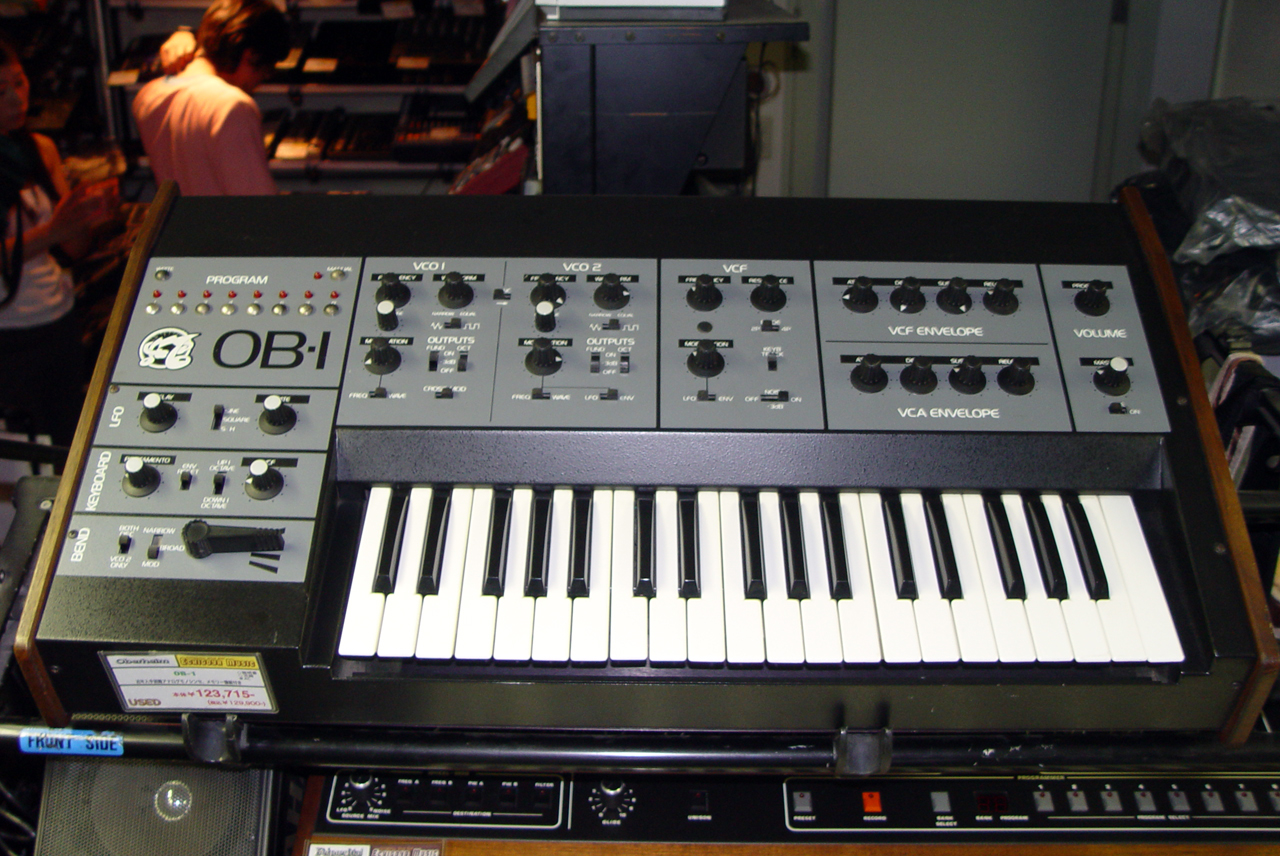
Un OB-1

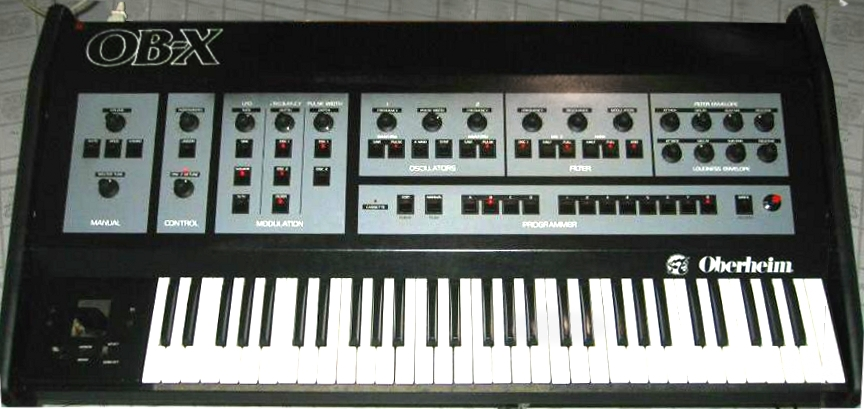
Un OB-X

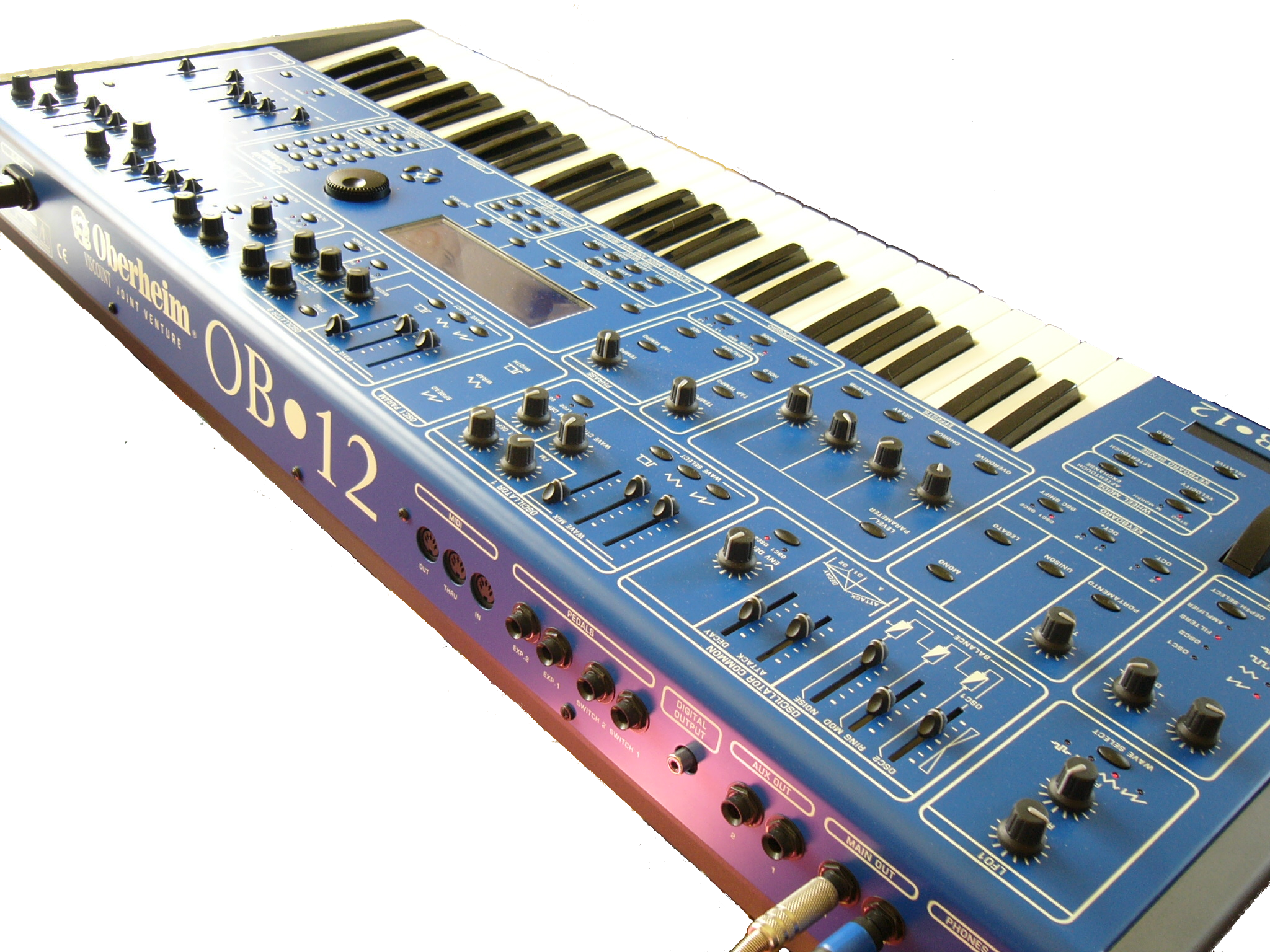
Un OB-12

- SEM, expandeur synthétiseur (1974)
- 2 voice, 4 voice, 8 voice (1974 - 1976)
- OB-1, synthétiseur monophonique programmable (1978)
- OB-X, synthétiseur polyphonique programmable (1979)
- OB-Sx, synthétiseur polyphonique préprogrammé (1980)
- DMX, boîte à rythmes (1981)
- OB-Xa, synthétiseur polyphonique programmable (1981)
- OB-8, synthétiseur polyphonique programmable (1982)
- DX, boîte à rythmes (1982)
- DSX, séquenceur numérique (1982)
- Matrix-12, Xpander, synthétiseurs polyphoniques programmables (1984)
- Matrix-6, synthétiseur polyphonique programmable (1986)
- OB-Xk, clavier de commande MIDI, spécialement adapté pour l'Xpander (1986)
- Prommer, programmeur d'EPROM pour les boîtes à rythmes DMX et DX avec échantillonnage PCM (1986)
- DPX-1, lecteur d'échantillons, compatible avec les échantillonneurs des marques concurrentes (1987)
- Matrix-1000, synthétiseur polyphonique non programmable en rack (1988)
- OB-Mx, synthétiseur modulaire par Don Buchla (1993)
- OB-12, synthétiseur à modélisation par Viscount (2000)
- OB-6, synthétiseur analogique polyphonique, collaboration entre Tom Oberheim et Dave Smith/Sequential Circuits (2016)
- OB-X8, synthétiseur analogique polyphonique, nouvelle version des OB-X, OB-Xa et OB-8 (2022)
- TEO-5, synthétiseur analogique polyphonique, inspiré du Take 5 de Sequential intégrant un filtre SEM variable (2024)